# سيفوزوبران
سيفوزوبران Cefozopran هو مضاد حيوي دواء ذو اسم دولي غير مسجل الملكية من زمرة السيفالوسبورينات, الجيل الرابع. صنفت السيفالوسبورينات كأجيال اعتمادا على نماذج التحسس الجرثومي عليها حيث الجيل الأول والثاني يؤثر على بعض الجراثيم الايجابية والسلبية بينما الجيل الثالث له فعالية قليلة ضد الجراثيم الايجابية غرام لكنه يملك فعالية أكبر على الجراثيم سلبية غرام.

## سيفالوسبورينات الجيل الرابع
نجد أن السيفالوسبورينات مضادات حيوية وثيقة الصلة بالبنسيلينات بنيويا ووظيفيا لكنها أكثر مقاومة منها. الجيل الرابع فهي مماثلة لسيفالوسبورينات الجيل الثالث في العديد من النواحي ولكنها أكثر مقاومة للتحلل بالبيتالاكتاميز الكروموسومي ( مثل البيتالاكتاميز الإنتيروبكتري ). و بعض البيتالاكتاميزات واسعة المجال التي تثبط العديد من سيفالوسبورينات الجيل الثالث يستخدم لها هذا الجيل.

## الصيغة الكيميائية
C19-H17-N9-O5-S2

## الوزن الجزيئي الجرامي
g/mol 515.52

## طيف القابلية البكتيرية والمقاومة
معظم سلالات  - Stenotrophomonas maltophilia [الإنجليزية]  طورت المقاومة نحو cefozopran.

## الاستخدام
يستخدم في حالات الالتهابات الحادة للجهاز التنفسي المحدثة بالكليبسيلا الرئوية، ولالتهاب المسالك البولية المحدثة بالزائفة الزنجارية, ولإصابة عضلات الفخذ المحدثة بالمكورات العنقودية الذهبية المقاومة للميثيسيلين.

## الآثار الجانبية
يكون له نفس الآثار الجانبية للسيفالوسبورينات.